# Animal venenoso

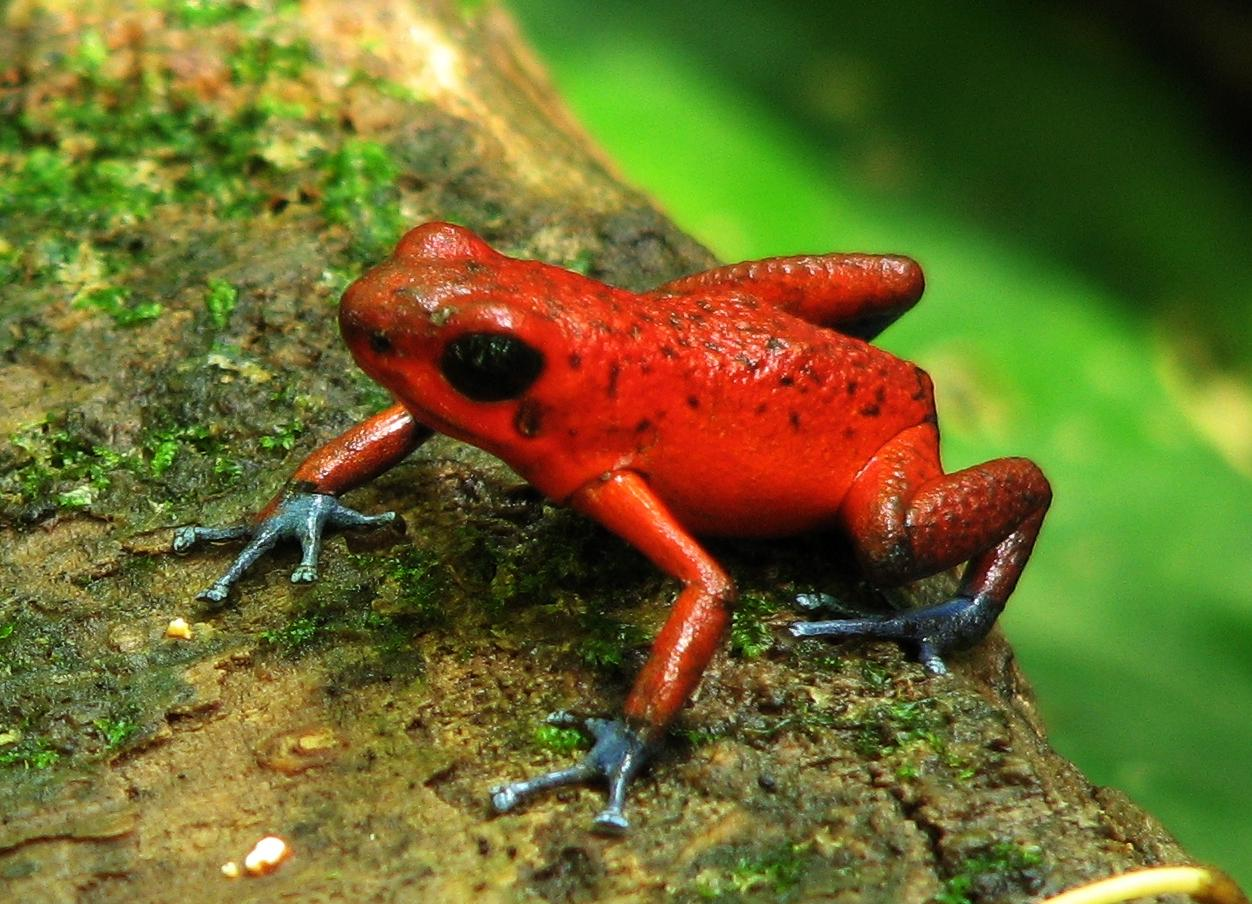
Sapo venenoso

Un animal venenoso o animal ponzoñoso es aquel que posee glándulas para producir veneno y cuenta con estructuras como colmillos, espinas o aguijones por los cuales lo transmiten.
El emponzoñamiento puede ser activo o pasivo, siendo activo cuando el animal, por «voluntad propia», ataca a un ser vivo; y pasivo cuando, accidentalmente, el ser vivo sufre los efectos del veneno.
Los animales venenosos se consideran importantes en la biodiversidad, aunque su número de especies e individuos no sea muy alto. Su conservación es importante tanto para el medio natural como para su estudio; en los últimos años, sus venenos han servido para obtener sustancias que ayudan a contrarrestar las enfermedades actuales, incluidos los antídotos.

## Protección
Hay distintas razones por las que estas especies deben ser protegidas:
- Cumplen funciones importantes dentro de la dinámica y el equilibrio de los ecosistemas.
- Hay una gran variedad de ellos, son una parte muy importante de la biodiversidad.
- Las propiedades bioquímicas de sus venenos constituyen una importante fuente de información para la elaboración de nuevas medicinas.